# Gueldres Prussiana

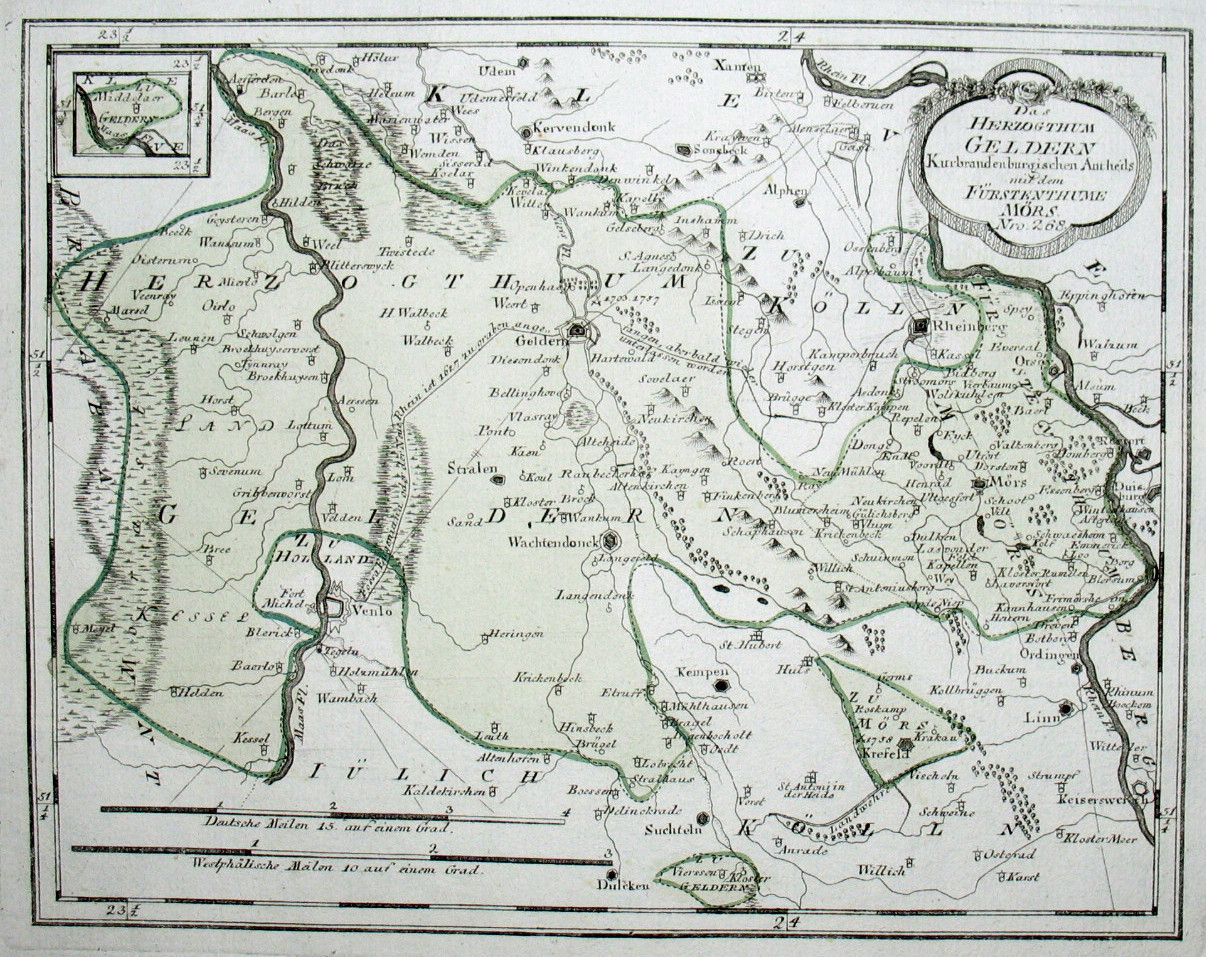
Um mapa do Ducado de Guelders, um Estado do Sacro Império Romano Germânico. O território do Ducado cobria aproximadamente partes da atual Renânia do Norte-Vestfália na Alemanha e na província de Limburg, na Holanda. Também é mostrado o Principado de Moers.

Gueldres Prussiana (em neerlandês:  Pruisisch Gelre; em alemão:  Preußisch Geldern) era a parte do Ducado de Gueldres governada, a partir de 1713, pelo Reino da Prússia. A sua capital era a cidade de Geldern.

## Localização
A Alta Gueldres, também conhecida como Alto Quartel do Ducado de Gueldres, fazia parte dos Países Baixos Meridionais territórios governados por Espanha até finais do Século XVII. Em 1713, pelo Tratado de Utrecht, que pôs fim à Guerra de Sucessão de Espanha, a Alta Gueldres foi partilhada entre as República das Províncias Unidas, a Áustria, e a Prússia.
Para além da cidade de Gueldern, outras localidades desta nova região Prussiana incluíam Horst, Venray, e Viersen, a última das quais era um exclave rodeado pelo Ducado de Jülich.
A Gueldres Prussiana fazia parte do Círculo Inferior do Reno-Vestfália, no seio do Sacro Império Romano-Germânico.
Com a Revolução Francesa, a Gueldres Prussiana foi ocupada pelos exércitos franceses em 1794 e, mais tarde, incorporada no Primeiro Império Francês como parte do Departamento de Roer. Após as Guerras Napoleónicas, as regiões ocidentais tornaram-se parte do Reino Unido dos Países Baixos, enquanto as regiões de leste, como Geldern e Viersen, foram incluídas numa nova entidade administrativa da Prússia, a Província de Jülich-Cleves-Berg. Esttas últimas regiões, que até essa altura eram linguítica e culturalmente Neerlandesas, rapidamente foram Germanizadas.